# Asiascape parthica
Asiascape parthica – gatunek pająka z rodziny lejkowcowatych, jedyny z monotypowego rodzaju Asiascape.

## Taksonomia
Rodzaj i gatunek typowy opisane zostały po raz pierwszy w 2020 roku przez Alirezę Zamaniego i Jurija Marusika na łamach „Arachnology”. Jako lokalizację typową wskazano południowe południowo-wschodnie okolice „Gol-e Lovech” w irańskim ostanie Golestan. Nazwa rodzajowa to połączenie słów Azja i Agelescape, epitet gatunkowy zaś wywodzi się od Partii.

## Morfologia i zasięg
Jedyna zmierzona samica osiągnęła 6,55 mm długości ciała przy karapaksie długości 3,01 mm i szerokości 1,91 mm, a jedyny zmierzony samiec 5,45 mm długości ciała przy karapaksie długości 2,34 mm i szerokości 1,63 mm. Ubarwienie karapaksu jest jasnobrązowe z dwiema łatami jasnoszarych szczecinek na części tułowiowej. Jasnobrązowe szczękoczułki mają po dwa zęby na krawędziach przednich i po trzy na krawędziach tylnych. Warga dolna, szczęki i sternum są jasnobrązowe. Odnóża są jasnobrązowe, pozbawione obrączkowania. Opistosoma (odwłok) ma kolor jednolicie jasnokremowy z jasnożółtawymi kądziołkami przędnymi.
Genitalia samicy mają płytkę płciową o wyraźnym przedsionku, trzykrotnie szerszym niż dłuższym trzonku, blisko siebie położonych, trzykrotnie dłuższych niż szerokich i skierowanych bocznie zbiornikach nasiennych oraz prostych i tak szerokich jak zbiorniki przewodach kopulacyjnych. Nogogłaszczki samca mają półtorakrotnie dłuższą niż szeroką apofizę rzepki z prawie równoległymi krawędziami i zaokrąglonym wierzchołkiem, goleń z cienką i lekko ku spodowi zagiętą apofizą retrolateralną oraz kikutowatą apofizą grzbietowo-retrolateralną, jajowate w zarysie i tak długie jak szczyt cymbium tegulum z zagiętą pod kątem prostym apofizą tegularną, konduktor z trzykrotnie węższą od tegulum podstawą i delikatnie zakrzywionym wierzchołkiem oraz patykowaty embolus.
Gatunek palearktyczny, endemiczny dla zachodniego Iranu, znany z Golestanu i Chorasanu Północnego.